# Alesa smaragdifera
Alesa smaragdifera är en fjärilsart som beskrevs av John Obadiah Westwood 1851. Alesa smaragdifera ingår i släktet Alesa och familjen Riodinidae. Inga underarter finns listade i Catalogue of Life.